# 代姆贝格
代姆贝格是德国莱茵兰-普法尔茨州的一个市镇。总面积2.12平方公里，总人口99人，其中男性52人，女性47人（2011年12月31日），人口密度47人/平方公里。